# Football Manager 2016
Football Manager 2016 (abreviado como FM16) é um jogo eletrônico de simulação e gerenciamento de futebol desenvolvido pela Sports Interactive e publicado pela Sega. Ele foi lançado para Windows, OS X e Linux em 13 de novembro de 2015.

## Jogabilidade
Football Manager 2016 apresenta uma jogabilidade semelhante à da dos outros jogos da série Football Manager. A jogabilidade consiste em assumir o controle de um clube de futebol como treinador. É possível assinar contratos com jogadores de futebol, gerenciar as finanças do clube e criar táticas de jogo, entre outras atividades. Com base em vários fatores de seu gerenciamento, o jogador é avaliado pela inteligência artificial do jogo, representada pelos proprietários e a diretoria do clube.
Em FM16, o jogador agora pode personalizar a aparência do treinador em campo. Dois novos modos foram adicionados ao jogo: o modo Fantasy Draft, onde vários jogadores podem jogar juntos e selecionar futebolistas a partir de um orçamento fixo; e o modo Create-A-Club, derivado do editor do jogo mas agora incluído na versão base. Nesse modo, o jogador pode criar seu próprio clube com uniformes, logotipos, estádios e orçamento para transferências personalizáveis.
Football Manager 2016 também inclui o ProZone Match Analysis, que fornece análises das partidas. O recurso foi desenvolvido pela Sports Interactive em parceria com a ProZone, uma empresa de análise real. A inteligência artificial, as animações, os movimentos dos personagens, os pedidos à diretoria, as regras das competições e os aspectos financeiros do jogo sofreram melhorias.

## Desenvolvimento
Desenvolvido pela Sports Interactive, Football Manager 2016 foi anunciado em 7 de setembro de 2015. Ele foi lançado em 13 de novembro de 2015 para Windows, Mac e Linux. Outros jogos da série também foram lançados em 2015: Football Manager Touch, incluindo o modo Clássico de Football Manager 2015, para PC e tablets, oferecendo uma experiência simplificada; e Football Manager Mobile, lançado para iOS e Android. Uma versão demo do jogo foi lançada em 15 de novembro de 2015. O progresso realizado nesta versão era transferível para a versão completa, caso comprada.

## Recepção
Football Manager 2016 foi recebido de forma "geralmente favorável" pela crítica especializada, de acordo com o agregador de críticas Metacritic.
A PC Gamer elogiou a grande profundidade do jogo e criticou sua falta de acessibilidade, concluindo: “ainda intocável na área de futebol, mas o prazo de validade e o inconsistente motor 3D estão corroendo seu delicado calcanhar de Aquiles”. Tom Hatfield, da GameSpot, elogiou o modo Create-A-Club do jogo e a interface de usuário aprimorada, mas escreveu de forma desfavorável sobre a inacessibilidade e a falta de velocidade do jogo. O The Guardian escreveu de forma positiva sobre a profundidade e elogiou os passos iterativos que a franquia estava dando em direção à acessibilidade, afirmando: “O sofisticado simulador de gerenciamento está de volta com sua habitual profundidade tática, mas com um caminho mais amigável para o sucesso - o que é uma má notícia para seus entes queridos.”

### Vendas
Miles Jacobson, diretor da Sports Interactive, anunciou que Football Manager 2016 havia vendido 1 milhão de cópias até 15 de setembro de 2016.